# Vert bouteille
Le vert bouteille est un nom de couleur désignant une teinte sombre de vert tirant sur le jaune.
« L'habillement de l'Anglois figuré dans cette Planche, est une grande redingote de drap vert bouteille », lit-on en 1786. Cette couleur est proche de la variété sombre de vert anglais ; il se peut que le choix du terme dépende des circonstances. Cependant, tout vert sombre n'est pas un vert bouteille : « Le drap qui s'emploie en habits de la dernière mode, est d'un vert-foncé, qui cependant diffère du vert-bouteille », commente le Journal de l'Empire en 1805.
Le vert bouteille a servi en France pour des pièces d'uniforme, de plusieurs corps et à plusieurs époques, notamment pharmaciens militaires et, sous le Premier Empire, chasseurs à cheval de la Garde.
On trouve les expressions « vert bouteille clair » et « vert bouteille foncé ».

## Nuanciers
Au XIXe siècle Chevreul s'est attaché à définir les couleurs. Il les repère sur une sphère dont les teintes sont repérées entre elles et par rapport aux raies de Fraunhofer du spectre lumineux, et du blanc au noir. Il définit le vert bouteille comme un « 5 jaune-vert 18 ton », ce qui signifie un vert tirant légèrement sur le jaune-vert très sombre (le 20 ton est le vert le plus sombre). 4 jaune vert donne une longueur d'onde dominante d'environ 524 nanomètres, on peut conjecturer une couleur comme ce vert bouteille.
Le Répertoire de couleurs de la Société des chrysanthémistes (1905) présente un vert bouteille, avec quatre tons et la définition « Couleur rappelant la nuance moyenne des teintes observées sur les litres et bouteilles en verre ». Malgré la dégradation des pigments du nuancier, il semble qu'il s'agisse d'un vert jaunâtre, moins sombre que celui de Chevreul.
Le nuancier RAL présente une couleur vert bouteille (« Flaschegrün »), 6007.